# Khios
Khios (tiếng Hy Lạp: Χίος, phát âm tiếng Hy Lạp: [ˈçios]; có thể chuyển tự thành Khíos và Híos) là hòn đảo lớn thứ năm của Hy Lạp, đảo nằm tại biển Aegea, cách bờ biển Tiểu Á 7 km (5 mi). Hòn đảo tách biệt với Thổ Nhĩ Kỳ qua eo biển Chios. Hòn đảo được chú ý vì có cộng đồng thương thuyền lớn mạnh, đặc sản kẹo gôm Mastic và những ngôi làng từ thời Trung Cổ. Trên đảo có một Tu viện từ thế kỷ 11 mang tên "Nea Moni", là một Di sản Thế giới của UNESCO.
Về mặt hành chính, hòn đảo tạo thành một khu tự quản riêng biệt thuộc Đơn vị thuộc vùng Chios, một khu vực của vùng Bắc Aegea. Đô thị chính và thủ phủ của khu tự quản là thị trấn Chios. Các cư dân địa phương gọi thị trấn Chios là "Chora" ("Χώρα" nghĩa là đất hay đất nước, nhưng thường dùng để đề cập đến thủ phủ hay một điểm định cư tại điểm cao nhất trên một hòn đảo Hy Lạp).

## Địa lý
Đảo Khios có hình lưỡi liềm hoặc quả cật, dài 50 kilômét (31 mi) từ bắc xuống nam, nơi rộng nhất là 29 kilômét (18 mi), diện tích của đảo là 842 kilômét vuông (325 dặm vuông Anh). Địa hình đảo chủ yếu là đồi núi và đất đai khô cằn, với một rặng gồm các ngọn núi chạy qua xương sống của đảo. Ngọn núi lớn nhất trong số đó là "Pelineon" (1.297 mét (4.255 ft)) và "Epos" (1.188 mét (3.898 ft)), nằm ở phía bắc của đảo. Phần trung tâm của đảo bị phân chia giữa phía đông và phía tây bởi một loạt các đỉnh núi nhỏ hơn, được gọi là "Provatas".
Chios có thể được phân thành 5 vùng:

### Bờ biển phía đông

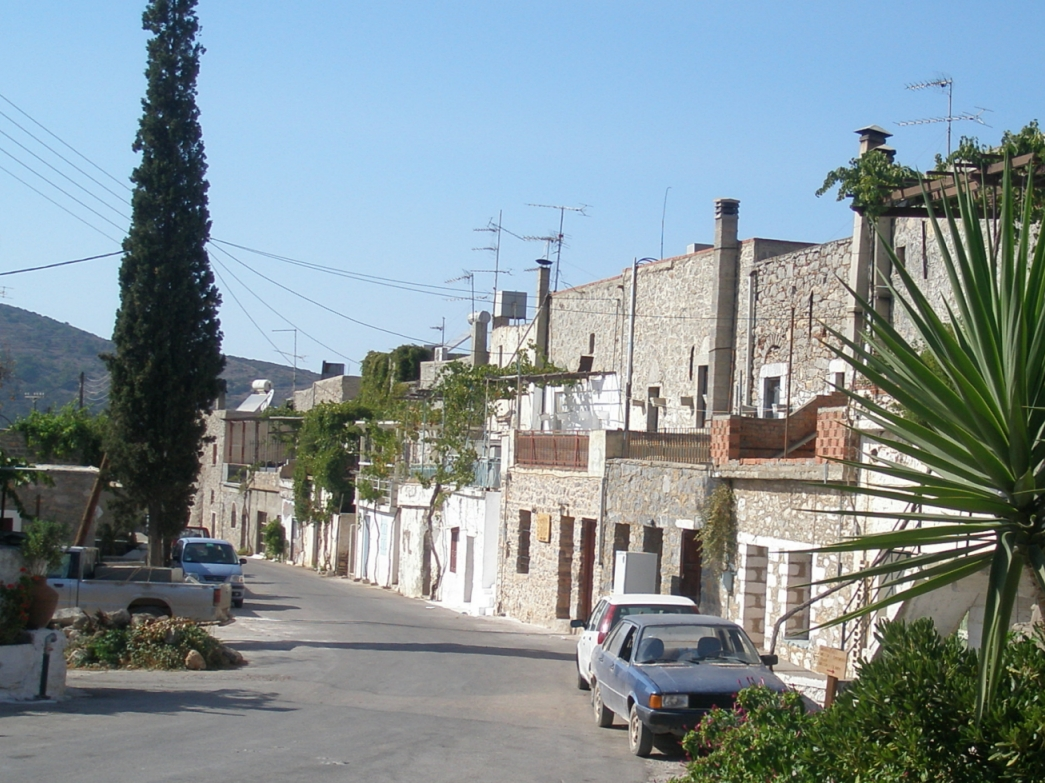
Quang cảnh làng Mesta

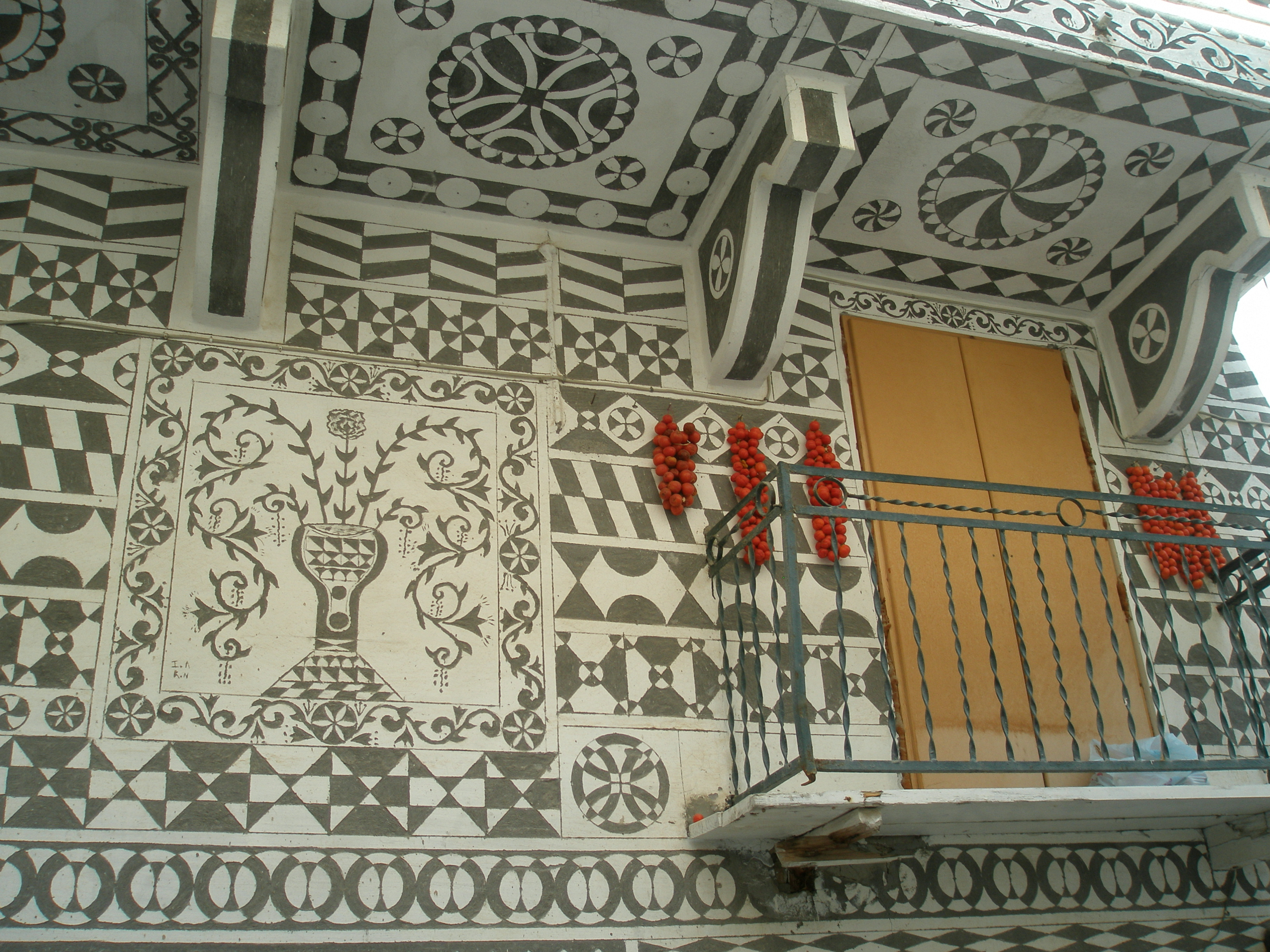
Ngôi nhà với bề ngoài sgraffito tại làng Pyrgi

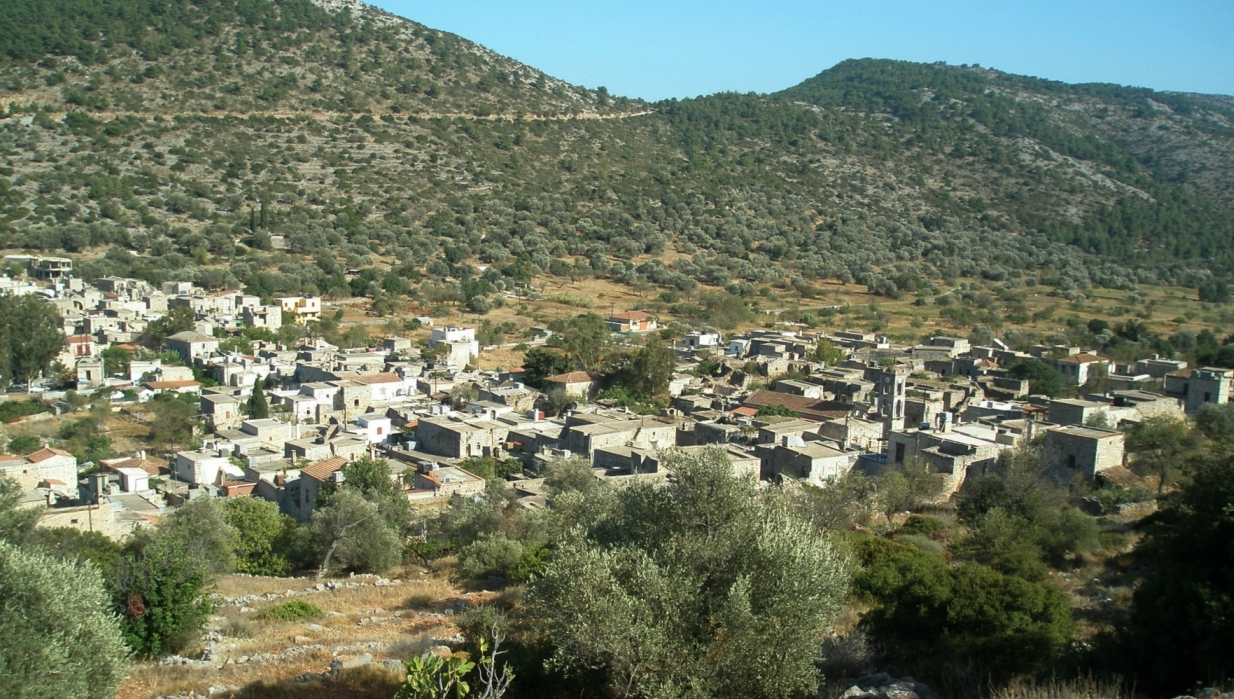
Toàn cảnh làng Vessa

Ở trung tâm của vùng bờ biển phía đông là các trung tâm dân cư chính, thị trấn Chios và các khu vực Vrontados và Kambos. Thị trấn Chios, với 32.400 cư dân, được xây dựng quanh cảng chính của hòn đảo và lâu đài thời Trung Cổ. Lâu đài hiện nay, với chu vi 1400 m, được xây dựng chủ yếu vào thời kỳ cai trị của Cộng hòa Venezia và Đế chế Ottoman; mặc dù đã tìm thấy dấu tích các khu định cư có niên đại từ năm 2000 TCN. Thị trấn đã bị hư hại căn bản trong trận động đất vào năm 1881 và chỉ còn giữ lại được một phần các đặc điểm ban đầu. Phía bắc thị trấn Chios là vùng ngoại ô lớn Vrontados (dân số 4.500), đây được tuyên bố là nơi sinh của Homer.
Thẳng về phía nam của thị trấn Chios là sân bay của hòn đảo và khu vực Kambos (Κάμπος, "đồng bằng"), một vùng đồng bằng màu mỡ đáng chú ý với các biệt thự đá và vườn cây ăn quả có tường bao bọc. Ở rìa phía nam của đồng bằng Kambos là thị trấn Thymiana (Θυμιανά). Thymiana được biết đến vì là nguồn duy nhất của các sa thạch hai tông màu be-vang đỏ được sử dụng tại các biệt thự địa phương và nhiều nơi trong thị trấn. Trong vùng nội địa có một số ngôi làng nằm trên vùng đồi núi trung tâm, cực đỉnh là ngôi làng Ayios Georgios Sykoussis được xây dựng trên đỉnh núi phân chia đông và tây. Dọc theo bờ biển Karfas (Καρφάς), một bãi biển cát lớn, cùng với ngôi làng Ayia Ermioni (Άγια Ερμιόνη) gần đó, nay là một trung tâm du lịch chính với nhiều khách sạn lớn nhỏ.

### Vùng phía nam
Phía nam của đảo có Mastichochoria (Μαστιχοχώρια, nghĩa là: Các làng Mastic), bảy ngôi làng Mesta (Μεστά), Pyrgi (Πυργί), Olυmpi (Ολύμποι), Kalamoti (Καλαμωτń), Vessa (Βέσσα), Lithi (Λιθί) và Elata (Ελάτα), cùng nhau kiểm soát việc sản xuất kẹo gôm Mastic trong khu vực kể từ thời kỳ La Mã. Các làng này được xây dựng giữa thế kỷ 14 và 16, có cách bố trí sắp xếp cẩn thận với các cửa kiên cố và đường phố chật hẹp để bảo vệ các làng khỏi những cuộc đột kích thường xuyên của hải tặc. Giữa thị trấn Chios và Mastichochoria là một số ngôi làng lịch sử bao gồm Armolia (Αρμόλια), Myrmighi (Μυρμήγκι), và Kalimassia (Καλλιμασιά). Dọc theo bờ biển phía đông là các làng chài Kataraktis (Καταρράκτης) và ở phía nam là Nenita (Νένητα).
Vùng bờ biển phía nam có dân cư thưa thớt chỉ với hai khu vực dân cư; vịnh Komi và làng cổ "Emporio", định cư từ 1800 TCN, và nơi có bãi biển núi lửa đen "Mavra Volia" được cho là được tạo nên từ trận phun trào núi lửa Minoan trên đảo Santorini vào năm 1600 TCN.

### Bờ biển phía tây
Bờ biển phía tây, nằm giữa cảng nước sâu tự nhiên Limenas ở phía nam và thị trấn Vrontados ở phía bắc, tạo thành một thống hệ hình lưỡi liềm gồm các vịnh đá hầu như không có người ở. Trung tâm cư dân gần nhất là hai ngôi làng bên sườn đồi Lithi và Sidirounta, trong khi vùng nội địa có các ngôi làng Elata, Vessa, Agio Giorgi, Avgonyma và làng bỏ hoang Anavatos. Ở bờ biển phía tây vẫn có một hệ thống đèn hiệu bằng đá được xây dựng để báo hiệu các tàu thuyền lại gần và cảnh báo người dân trên đảo chống lại các cuộc xâm chiếm của hải tặc.

### Khu vực phía bắc
Khu vực phía bắc đảo bao gồm hai ngôi làng chính: Volissos ở bờ biển phía tây và Kardamyla ở bờ biển phía đông. Xa hơn về phía bắc, có ba ngôi làng, có trồng cây anh đào, là Amades, Viki vàKambia. Vào tháng 6, Kambia tổ chức Lễ hội Anh đào thường niên "Yiortí ton Kerrasión". Kambia cũng tổ chức một vài lễ hội khác vào những tháng mùa hè. Cũng nằm ở vùng phía bắc là đỉnh núi cao nhất trên đảo, núi Pelineon có cao độ 1.297 mét (4.255 ft).
Spartounda và Fyta cách một vài dặm từ Kambia. Tại làng Fyta có một tháp canh được hình thành từ thế kỷ 16, tức thời kỳ Cộng hòa Genova chiếm đóng. Spartounda là ngôi làng nằm ở độ cao lớn nhất trên đảo.

### Vùng nội địa
Hướng thẳng đến trung tâm của đảo, giữa làng Avgonyma ở phía tây và làng Karyes ở phía đông, có một tu viện từ thế kỷ 11 là Nea Moni, một Di sản Thế giới của UNESCO. Tu viện được xây dựng một cách phung phí bằng tiền của Hoàng đế Đông La Mã Constantinus IX, sau khi ba thầy tu, sống trong các hang động gần đó, đã thỉnh cầu ông khi ông đang lưu vong tại hòn đảo Mytilene. Tu viện đã gắn bó với một cộng đồng thịnh vượng cho đến vụ thảm sát năm 1822. Nó tiếp tục bị hư hại trong vụ động đất vào năm 1881. Năm 1952, do thiết hụt các thầy tu, Nea Moni được chuyển đổi thành một nhà tu kín.
Xa hơn về phía nam là khu vực Kambochoria. Tại đây có các ngôi làng từ thời Trung Cổ (Halkios, Vavili, Vassileoniko, Ververato, Dafnonas, và Zifias) với tổng số cư dân là 3.000 người và có một nền kinh tế nông nghiệp. Tại đây, người ta trồng bốn giống hoa tulip hoang dã.
Phía tây của Kambochoria trên dãy núi trung tâm của đảo có ngôi làng thứ thế kỷ 16 16, Agios Geórgios Sikousis. Ngôi làng có cao độ 400 mét (1.300 ft) trên mực nước biển, có tầm quan sát chiến lược ra cả hai bên của đảo, và trước đây được củng cố với cả tường và tháp canh.

### Khí hậu
Hòn đảo có khí hậu ấm và ôn hòa, được phân loại là khí hậu Địa Trung Hải (Csa), với sự biến ssoooir khiêm tốn do ảnh hưởng từ vùng biển xung quanh. Nhiệt độ trung bình vào mùa hè thường cao 27 °C (81 °F) và vào mùa đông xuống 11 °C (52 °F) vào tháng 1, mặc dù đôi khi có thể lên tới nhiệt độ trên dưới 40 °C (104 °F).
Trong khi đó, lương mưa thường là dồi dào, khác nhau trong năm và giữa các năm. Vào mùa hè, trên đảo khá hiếm các cơn mưa, nhưng điều này sẽ thay đổi trong mùa đông. Ánh nắng mặt trời cũng khá nhiều và đây cũng là điển hình của khu vực Đông Địa Trung Hải, và hầu như không có mây trong các tháng mùa hè. Độ ẩm trung bình thay đổi từ 75% vào mùa đông đến 60% vào mùa hè.
Hòn đảo có các cơn gió thổi trung bình 3–5 m/s suốt cả năm, với sức gió hướng chủ yếu về phía bắc ("Etesian" địa phương gọi là "Meltemi") hoặc phía tây nam (Sirocco).

## Lien kết ngoài
- Official Chios website—operated by Chios Prefecture (including tourist guide)
- Chios Photo Gallery Lưu trữ ngày 14 tháng 4 năm 2012 tại Wayback Machine
- (tiếng Hy Lạp)/(tiếng Anh) History of Chios
- Chios   – in ancient sources @ attalus.org